# Ørnestenen
Ørnestenen est le nom d'un menhir situé près de Rønne, commune de l'île de Bornholm, au Danemark.

## Situation
Il se dresse dans une zone boisée située à environ un kilomètre de la côte Baltique, au bord de la route Søndre Ringvej qui relie Rønne au village d'Arnager (en).

## Description
Le monolithe mesure 1,75 m de hauteur ; la datation proposée de la pierre est comprise entre 1700 av. J.-C. et 375 apr. J.-C..